# فرانسوا چاو
فرانکویس چاو (به انگلیسی: François Chau) (زاده ۲۶ اکتبر ۱۹۵۹) یک بازیگر کامبوجی، آمریکایی است.
وی در مجموعه لاست که از شبکه ای بی سی پخش می‌شد نقش دکتر پیر چانگ را ایفا می‌کرد. او در فیلم لاک‌پشت‌های نینجای ۲ بازی کرده‌است.